# Tobossi
Tobossi ou Tobosi é considerado um dos estados de "transe” de uma Vodunce nos cultos dos voduns tanto nas Religiões tradicionais africanas como nas religiões da Diáspora africana encontradas em vários países para onde foram transplantadas. 
Esse estado de transe que sempre é posterior ao do Vodum, é mais leve, intermediário entre o estado de Vodum e o estado lúcido da vodunce, e é intercalado durante o período de iniciação (que pode durar até um ano ou mais) onde o iniciante passa todo o período em transe, ora com o Vodum, e na maior parte do tempo com Tobossi. 
É Tobossi que cumpre todas as necessidade da iniciante, come, bebe, toma banho, vai ao banheiro, aprende a dançar, cantar e rezar. Usa uma linguagem característica própria que corresponderia ao comportamento de uma criança na fase dos quatro ou cinco anos de idade, tem nome próprio sempre relativo ao vodum de que é parte. Com algumas diferenças é equivalente ao estado de Erê do Candomblé Queto.
Na África
As tobosi no culto Nesuhue, é uma instituição religiosa dos Nesuhue (grafado Nesuxwé em fongbe) está baseada no culto dos ancestrais divinizados da família real de Abomei, os dirigentes do antigo Reino do Daomé. Parte da atividade ritual desse culto origina-se em práticas dos vizinhos povos maís (grafado maxi em fom), em especial dos Agonli, que foram apropriadas e importadas em Abomei pelos reis daomeanos no século XVIII e institucionalizadas como “culto nacional” no início do século XIX.
No Maranhão
Nunes Pereira conta sua infância ao lado de sua mãe que era iniciada na Casa das Minas, templo de Tambor de Mina no Maranhão. Em seu livro "A Casa das Minas" fala que somente as vodunces com muitos anos de iniciadas cultuavam uma divindade feminina infantil chamadas de Tobossis, Aziri-Tobossi associada em outras nações a Oxum, Iemanjá, Samba Kalunga, Kukuetu.